# Axel Friederichs

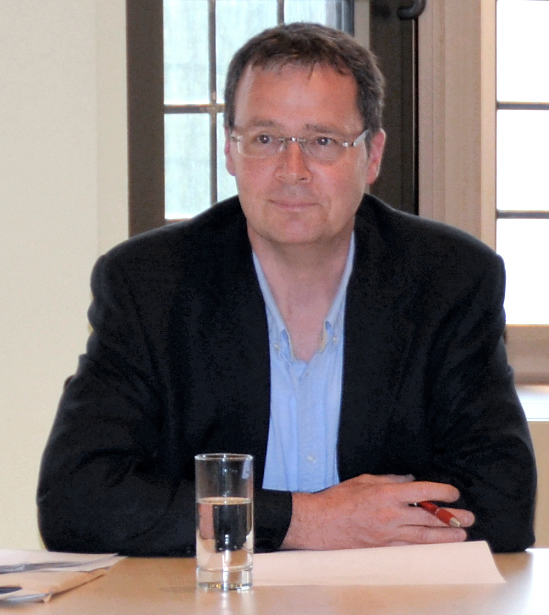
Axel Friederichs, 2014

Axel Friederichs (* 1961) ist ein deutscher Prähistoriker und Archäologe, der seit 2017 die Stadt- und Kreisarchäologie Osnabrück leitet.

## Werdegang
Bereits als Schüler beteiligte sich Axel Friederichs an Ausgrabungen und hatte früh Kontakt zum damaligen Osnabrücker Stadt- und Kreisarchäologen Wolfgang Schlüter. Friederichs studierte in den 1980er Jahren Ur- und Frühgeschichte an der Universität Göttingen, das er mit dem Magister artium über zwei Urnenfriedhöfe der ausgehenden Bronze- und beginnenden Eisenzeit in den Osnabrücker Stadtteilen Düstrup und Galgenesch abschloss. Anschließend war er bei zahlreichen Ausgrabungen im In- und Ausland tätig.
Ab 1990 war Friederichs über zwei Jahre Volontär und Referent am Westfälischen Museum für Archäologie / Amt für Bodendenkmalpflege in Münster. Danach nahm er kurzzeitig am Projekt „Kalkriese – Römer im Osnabrücker Land“ teil. 1993 leitete er als Angehöriger des Landesamtes für Archäologie Sachsen eine größere Ausgrabung in Leipzig. Nach seiner Rückkehr nach Niedersachsen führte Friederichs zahlreiche Grabungen und Projekte im Osnabrücker Land sowie im ehemaligen Regierungsbezirk Weser-Ems durch. Außerdem unterstützte er die Stadt- und Kreisarchäologie Osnabrück, die für die Stadt Osnabrück und den Landkreis Osnabrück zuständig ist. Als 2003 Bodo Zehm die Leitung dieser Dienststelle übertragen wurde, berief er Axel Friederichs zu seinem Stellvertreter, der die Tätigkeit über Jahre in Halbtagsarbeit ausübte. Nach Zehms Eintritt in den Ruhestand 2017 wurde Friederichs sein Nachfolger.
Axel Friederichs gehört dem Vorstand der Archäologischen Kommission für Niedersachsen als Schatzmeister an. Er lebt in Bramsche.

## Schriften und Beiträge (Auswahl)
- Das jungbronze- und früheisenzeitliche Gräberfeld „Bornhügel“ in Osnabrück-Gretesch (ca. 1100–700 bzw. 700–500 v. Chr.). Kulturgeschichtliches Museum – Archäologische Abteilung, Osnabrück 1988.
- Düstrup und Galgenesch, zwei Gräberfelder der ausgehenden Bronze- und beginnenden Eisenzeit im Stadtgebiet von Osnabrück (= Die Urnenfriedhöfe in Niedersachsen. Bd. 15). Lax, Hildesheim, 1992, ISBN 3-7848-1115-9 (Zugleich: Göttingen, Universität, Magisterarbeit, 1989).
- Die vorrömischen Metallzeiten. In: Friedrich-Wilhelm Wulf, Wolfgang Schlüter: Archäologische Denkmale in der kreisfreien Stadt und im Landkreis Osnabrück (= Materialhefte zur Ur- und Frühgeschichte Niedersachsens. Reihe B: Inventare. 2). Hahn, Hannover 2000, ISBN 3-7752-5661-X, S. 30–61.
- Ein Pflaster für den Toten. In: Archäologie in Niedersachsen. 4, 2001, S. 78–80.
- Archäologie und Baumaßnahmen. in: Heimat-Jahrbuch Osnabrücker Land 2002, ISSN 1618-5757, S. 81–93
- Unter dem Esch ... alle möglichen Gräber. In: Archäologie in Niedersachsen. 7, 2004, S. 73–76.